# زلزال جبل تاي
زلزال جبل تاي (بالإنجليزية: Mount Tai Earthquake)‏ هو أقدم زلزال تم تسجيله في التاريخ, حيث حدث سنة 1831ق.م. حدث الزلزال في العام السابع من حكم الملك فا من أسرة شيا بين سنتي 2205 و 1600 ق.م. تقريبا. تمركزت بؤرة الزلزال بجبل تاي في ما هو مقاطعة شاندونغ حاليا.

## ذكر الزلزال
تم ذكر زلزال جبل تاي بشكل مختصر في حوليات الخيزران (Bamboo Annals), وهو كتاب يصف التاريخ القديم للصين, لكن هذا الأخير لم يتحدث عن الخسائر و الضحايا التي خلفها الزلزال.